# Le Hommet-d'Arthenay
Le Hommet-d'Arthenay is een plaats en voormalige gemeente in het Franse departement Manche in de regio Normandië en telt 326 inwoners (1999). De plaats maakt deel uit van het arrondissement Saint-Lô.

## Geschiedenis
Op 1 januari 2018 is de gemeente opgegaan in de aangrenzende gemeente Pont-Hébert. Le Hommet-d'Arthenay kreeg de status van commune déléguée maar deze is per 1 januari 2022 komen te vervallen.

## Geografie
De oppervlakte van Le Hommet-d'Arthenay bedraagt 14,7 km², de bevolkingsdichtheid is 22,2 inwoners per km².
De onderstaande kaart toont de ligging van Le Hommet-d'Arthenay met de belangrijkste infrastructuur en aangrenzende gemeenten.

## Demografie
Onderstaande figuur toont het verloop van het inwonertal.